# Bagáry József
Bagáry József szlovénül Jožef Bagari (Muraszombat, 1840. január 8. – Muraszombat, 1919. május 14.) magyar római katolikus plébános, a magyarországi szlovének egyik 19. századi irodalmára.

## Élete
Muraszombatban (ma Murska Sobota, Szlovénia) született édesapja id. Bagáry József nemesi származású volt, míg édesanyja Monek Katalin szlovén.

Gimnáziumának első osztályait Németújváron (ma Güssing, Ausztria) járta, a többit Szombathelyen, a VII.-VIII. osztályt már mint kisszeminarista végezte el és 1866. július 14-én felszentelték, majd Vízlendvára (ma Sveti Jurij) küldték káplánkodni, ahol 1867-ig volt. 1869-ig Cserensócon (Cserföld, ma Črenšovci), 1870-ig Tissinában (Csendlak, ma Tišina), 1874-ig szülőhelyén volt képlán.

1874 szeptemberében kapta meg Martyánc (Mártonhely, ma Martjanci) plébániáját, ahol 1912. március 1-jéig tevékenykedett. 1903-ban muraszombati esperessé nevezték ki. 1912-ben visszaadta a martyánci plébániát és az esperességet, majd visszatért Muraszombatba és ott is halt meg.
Az elemi iskolák részére tankönyvet írt két nyelven (vendül és magyarul) 1886-ban. A vend könyvben Gaj-betűt használ a magyar ortográfia helyett, hogy a szlovén nyelv felé orientálódjék.

## Műve
- Perve Knige – čtenyá za Katholičanske vesničke šolé na Povelênye drüžbe svétoga Števana správlene: po Bárány Ignáci pripravnice vučitel – ravniteli (Első olvasó – könyv)